# Меликян, Сайрус
Сайрус Меликян (англ. Cyrus Melikian; 24 ноября 1920, Филадельфия, США — 27 ноября 2008, Хаверфорд, США) — американский предприниматель и изобретатель армянского происхождения. Создал первые бумажные капсулы для кофе, вместе с напарником Ллойдом Раддом изобрёл первые автоматы (вединги) по продаже кофе, совершил революцию в кофейной индустрии.
Меликяну приписывают изобретение, создание и коммерциализацию системы продажи кофе, также его называют пионером в области разработки торгового оборудования и технологий приготовления кофе.

## Биография
Меликян родился 24 ноября 1920 года в Филадельфии в семье иммигрантов, бежавших от геноцида армян.
После окончания Северо-восточной средней школы он поступил в Пенсильванский университет, прежде чем служить в армии.
Сайрус Меликян придумал концепцию автомата по продаже кофе во время службы в военно-воздушных силах в Райт-Филд в Огайо во время Второй мировой войны.
После увольнения в 1946 году Меликян с напарником Ллойдом Раддом пошли работать в гараж родителей Меликяна в Мейфэре, чтобы разработать автоматический диспенсер для кофе, основав компанию. Они протестировали машину на футбольном матче «Иглз», продавая кофе по 10 центов за чашку. «Мы не смогли сделать это достаточно быстро», — сказал Меликян репортеру Inquirer.
В конце 1950-х годов, чтобы улучшить растворимый кофе, который использовала компания Rudd Melikian Inc., Меликян разработал замороженный жидкий концентрат кофе.
В 1967 году он и Радд продали свою компанию. Затем Меликян и его сыновья основали компанию «Автоматические пивовары и кофейные устройства». Там он разработал капсулы для одиночных или двойных заказов эспрессо, упаковочные машины и кофеварки для кофе в капсулах, а также кофемолки, интегрированные в пивоварни. Среди других его изобретений — коммерческая микроволновая печь и дозатор льда для стаканчиков с газировкой в торговых автоматах. По словам его сына Роберта, он был автором многочисленных патентов.
В 1970-х годах Меликян написал статью в газете об истории знаменитых блюд, а в 1990-х годах он основал и преподавал в школе шеф-поваров.
Сайрус Меликян умер 27 ноября 2008 года. Помимо сына, у него осталась 63-летняя жена Рокси Бозоян Меликян, дочери Карен Харрисон и Мишель Локвуд и шестеро внуков. Сын К. Сайрус-младший умер в 1979 году.
Его сын Боб Меликян продолжает дело своего отца в качестве президента компании Automatic Brewers and Coffee Devices, расположенной в Коншохокене, пригороде Филадельфии.
Сайрус Меликян был удостоен награды «Человек года» по версии журнала Tea & Coffee Trade Journal в 2002 году.